# Papasula abbotti
El alcatraz de Abbott (Papasula abbotti) o piquero de Abbott es una especie de ave suliforme de la familia Sulidae endémica del océano Índico. Está en peligro de extinción, pues sólo anida en la isla de Navidad, en el Índico oriental. Actualmente quedan menos de 3 000 ejemplares. Es además el único representante del género Papasula. También se ha denominado Sula abbotti (Ridgway, 1893).

## Descripción
En promedio, estos alcatraces miden 79 cm de longitud y pesan 1,46 kg. Su plumaje negro y blanco lo distingue de otros súlidos de la región. Pueden reproducirse desde los ocho años de edad, cada dos años. Viven hasta 40 años.